# Shot of Love
| 전문가 평가                   | 전문가 평가 |
| 평가 점수                     | 평가 점수   |
| 출처                          | 점수        |
| ----------------------------- | ----------- |
| AllMusic                      | [ 2 ]       |
| Christgau's Record Guide      | B–          |
| Entertainment Weekly          | B–          |
| Q                             | [ 5 ]       |
| Rolling Stone                 | [ 6 ]       |
| The Rolling Stone Album Guide | [ 7 ]       |
| Tom Hull                      | B           |

《Shot of Love》(샷 오브 러브)는 미국의 싱어송라이터 밥 딜런이 컬럼비아 레코드가 1981년 8월 10일 발매한 스물한 번째 스튜디오 음반이다. 딜런의 크리스천 3부작 중 마지막 음반으로 꼽힌다. 편곡은 딜런의 이전 두 음반보다 록에 더 뿌리를 두고 있으며, 가스펠에는 덜 뿌리를 두고 있다.
발매 당시, 《Shot of Love》는 엇갈린 평가를 받았다. 《롤링 스톤》의 폴 넬슨은 비록 마지막 곡인 〈Every Grain of Sand〉를 싱글로 냈지만, 이 음반을 두각을 나타냈다. 《Shot of Love》는 영국 6위에 도달하는 동안 딜런의 미국 상업적 쇠퇴를 이어가며 짧은 차트 체류 기간 동안 33위에 올랐다. 아일랜드 록 밴드 U2의 보노는 특히 딜런의 가창력 때문에 《Shot of Love》를 가장 좋아하는 것 중 하나로 묘사했다.

## 녹음 세션
1980년 내내 딜런은 그의 '신생' 기간 동안 다작의 작곡으로 특징지어졌던 종교 중심의 음악에 여전히 집중하고 있었다. 딜런이 《Saved》 후속 음반 작업을 시작한 여름까지 계속되었다. 딜런의 전기작가 클린턴 헤이린에 따르면 〈Property of Jesus〉, 〈Yonder Comes Sin〉, 〈Ain't Gonna Go to Hell (For Anybody)〉과 같은 오래된 소재의 새로운 배열은 〈Caribbean Wind〉, 〈The Groom's Still Waiting at the Altar〉와 같이 이 시기에 작곡되었다.
그 후, 9월 중순쯤 딜런은 캘리포니아주 샌타모니카의 룬다운 스튜디오에서 스탠딩 밴드를 재조립했는데, 그곳에서 딜런은 〈Every Grain of Sand〉를 포함한 그의 신곡들을 녹음했다. 이 시기의 〈Every Grain of Sand〉의 대략적인 녹음은 마침내 《The Bootleg Series Volumes 1–3 (Rare & Unreleased) 1961–1991》에서 공개되었다.
딜런은 1980년 11월과 12월에 투어를 시작한 뒤 작곡으로 돌아왔다. 1981년 3월, 딜런은 룬다운과 스튜디오 55에서 더 많은 비공식 세션을 열어 잠재적인 프로듀서인 지미 아이오빈을 오디션하는 동안 그의 새로운 작곡의 일부를 리허설했다. 이 세션들은 11월에 한 번 라이브로 공연된 야심작인 〈Caribbean Wind〉에 초점을 맞췄다. 이미 록 언론에서 관심을 불러일으키고 있는 〈Caribbean Wind〉는 그의 다가오는 음반의 잠재적인 중심 작품으로 여겨졌지만, 그것은 그다지 완성된 것으로 여겨지지 않았다. 아이오빈 세션 동안 〈Caribbean Wind〉를 녹음하려는 수많은 시도들은 실망스러운 것으로 판명되었고 딜런은 이 곡의 전망에 대해 점점 더 비관적이 되었다. 〈Angelina〉는 훨씬 더 큰 성공을 거두며 기록되었고, 딜런은 그것을 포함시키기에 충분할 정도로 만족했다.
그 사이 딜런은 또 다른 프로듀서가 필요하다고 결론을 내렸지만, 아이오빈에게 자신의 임무를 덜어준 딜런은 적절한 프로듀서는 물론 적절한 스튜디오를 찾기 위해 고군분투했다. 로스앤젤레스 전역에서 크림 스튜디오와 유나이티드 웨스턴 스튜디오에서의 세션 등 다양한 세션이 예약되었다. 이 장소들 중 딜런이 염두에 두었지만 창작에 어려움을 겪었던 곳은 없었다. 이 세션은 〈In the Summertime〉을 포함한 새로운 작곡을 연습하고 새로운 아이디어를 실험할 수 있는 기회를 제공했다.
딜런은 룬다운에 몸을 맡기고 그곳에서 그와 그의 밴드는 몇 주 동안 그의 노래를 연습했다. 4월 말쯤, 베테랑 프로듀서인 로버트 블랙웰이 딜런을 보기 위해 들렀다. 블랙웰은 리틀 리처드의 가장 유명한 음반을 프로듀싱한 것으로 가장 잘 알려져 있으며, 그의 방문 목적이 불분명하지만, 블랙웰은 나중에 음반에 선정된 〈Trouble〉, 〈Magic〉 그리고 〈Shot of Love〉의 음반을 감독하면서 결국 그날의 세션을 프로듀싱을 했다. 그 경험은 딜런에게 엄청난 만족감을 주었는데, 나중에 후속 인터뷰에서 밝혀지겠지만, 블랙웰은 건강상의 문제 때문인지 더 이상의 일을 위해 돌아오지 않았다.

## 곡 목록
모든 곡들은 밥 딜런에 의해 작사/작곡하였다.
| #  | 제목                  | 재생 시간 |
| -- | --------------------- | --------- |
| 1. | 〈Shot of Love〉      | 4:18      |
| 2. | 〈Heart of Mine〉     | 4:29      |
| 3. | 〈Property of Jesus〉 | 4:33      |
| 4. | 〈Lenny Bruce〉       | 4:32      |
| 5. | 〈Watered-Down Love〉 | 4:10      |

| #  | 제목                                       | 재생 시간 |
| -- | ------------------------------------------ | --------- |
| 1. | 〈The Groom's Still Waiting at the Altar〉 | 4:04      |
| 2. | 〈Dead Man, Dead Man〉                     | 4:03      |
| 3. | 〈In the Summertime〉                      | 3:36      |
| 4. | 〈Trouble〉                                | 4:32      |
| 5. | 〈Every Grain of Sand〉                    | 6:12      |

## 인증
| 국가                       | 인증 | 판매량/출하량 |
| -------------------------- | ---- | ------------- |
| 스페인 (PROMUSICAE)        | 골드 | 50,000^       |
| 영국 (BPI)                 | 실버 | 60,000^       |
| ^출하량을 기반으로 한 인증 |      |               |